# Подмолник
Подмолник (словен. Podmolnik) је насељено место у саставу градске општине Љубљана, Средњесловенска регија, Словенија.

## Историја
До територијалне реорганизације у Словенији била је у саставу града Љубљане, односно старе општине Мосте-Поље.

## Становништво
На попису становништва из 2021. године, Подмолник је имао 518 становника.
| Број становника према пописима | Број становника према пописима | Број становника према пописима | Број становника према пописима |
| ------------------------------ | ------------------------------ | ------------------------------ | ------------------------------ |
| 1991                           | 2002                           | 2011                           | 2021                           |
| 331                            | 397                            | 475                            | 518                            |

Напомена: Године 2016. извршена је мања размена територија између насеља Волавље, Згорња Бесница, Подмолник и Шентпавел.